# Hartswood Films
Hartswood Films ist ein britisches Filmproduktionsunternehmen das vor allem für BBC produziert.

## Geschichte
Hartswood Films wurde in den 1980er von Beryl Vertue, die zuvor stellvertretende Vorsitzende bei Stigwood Organization war, gegründet.
Seitdem produzierte das Unternehmen mehrere preisgekrönte Filme und Serien für unter anderem BBC One, BBC Two, BBC Three, BBC Four, ITV und Channel 4.

## Filmografie (Auswahl)
- 1992–2014: Men Behaving Badly (Fernsehserie)
- 2000–2004: Coupling – Wer mit wem? (Coupling, Fernsehserie)
- 2006: Mein Freund auf vier Pfoten (After Thomas, Fernsehfilm)
- 2007: Jekyll (Miniserie)
- seit 2010: Sherlock (Fernsehserie)
- 2012: Me and Mrs Jones (Fernsehserie)
- 2013: The Guilty (Miniserie)
- 2014: Edge of Heaven (Fernsehserie)
- 2015: Lady Chatterleys Liebhaber (Lady Chatterley’s Lover, Fernsehfilm)
- 2020: Dracula (Fernsehserie)